# Szervita rend

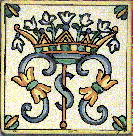
Majolikaembléma a 15. századból

A Szervita Rend, vagy más néven Szűz Mária szolgái, (latinul: Ordo Servorum Beatae Virginis Mariae, O.S.M.) Szűz Mária tiszteletére alakult rend, amelynek feladata e hódolat terjesztése, szentélyeinek gondozása, valamint a harmadik világban missziós tevékenységek folytatása.

## Története
A szervita rendet hét fiatal firenzei nemes alapította meg 1233-ban, Nagyboldogasszony ünnepén, a már működő Mária társaság tagjaiból. 1240-ben elvonultak a Firenze melletti Senario-hegyre, hogy remeteként, felhagyva korábbi üzleti tevékenységükkel, vezeklő életet éljenek. A rend elterjedése először Toszkánát és Umbriát érintette, majd XI. Benedek pápa 1304-ben elismerte őket. Ekkor már 27 kolostorban 250 szerzetes tevékenykedett Itáliában, és a Német-római Birodalomban is számon tartottak néhány kolostort. 1424-ben V. Márton pápa ratifikálta a világiak rendjét. A 15. század végén megépítették az első spanyolországi kolostort. A Magyar Királyságon a rend 1697-ben jelent meg.

## Tevékenységei
A spiritualitás alapvető elemei:
- szolgáltatás,
- különösen a Hétfájdalmú Szűz Mária tisztelete,
- testvéri élet,
- meghívás a megtérésre,
- erőfeszítés, hogy mindezek összekapcsolódjanak: a béke, a kegyelem, az igazságosság és az építő szeretet.

Általában a szolgáltatás:
- különösen azoknak akiknek a leginkább szükségük van rá;
- apostoli munka, különösen a misszionáriusi.